# 1909
1909 (MCMIX) var ett normalår som började en fredag i den gregorianska kalendern och ett normalår som började en torsdag i den julianska kalendern.

## Händelser

### Januari
- 1 januari – Stockholm-Roslagens Järnvägar bildas.
- 16 januari – Ernest Shackletons expedition hittar den magnetiska sydpolen.[1]
- 17 januari – Upptäcktsresanden Sven Hedin anländer till Stockholm efter fyra års vistelse i Tibet, och mottas med pompa och ståt [2].
- 18 januari – Rådhusrätten i Ronneby dömer socialistagitatorn Kata Dalström till två månaders fängelse för att ha "smädat" Sveriges riksdag i ett fördrag där hon sa "Första kammaren valdes av oxar, får, getter, svin och penningpåsen – då kan ni själva tänka er huruvida representanterna är" [3].
- 19 januari – Träsnidaren Axel Petersson, Döderhultarn, får sitt genombrott på en utställning över svenska humorister [2].
- 23 januari – USA:s soldater lämnar Kuba [4].

### Februari

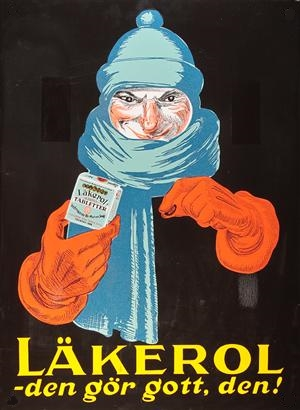
Läkerol

- 9 februari – Genom ett tysk-franskt avtal godkänner Tysklands regering den franska överhögheten i Marocko [3].
- 10 februari – Rösträtten för män godkänns slutligen av den svenska riksdagen [2]. Inkomststrecket på 800 kronor per år slopas men rösträttsåldern höjs från 21 till 24 år.
- 20 februari – Ett futurismens manifest publiceras i franska tidningen "Le Figaro", "en rytande bil är vackrare än Nike från Samothrake" [5].
- 24 februari
  - Serbien gör anspråk på Bosnien och Hercegovina. Serbiens premiärminister Stojan Novaković talar om ett Stor-Serbien omfattande Kroatien, Slovenien och Bosnien och Hercegovina [3].
  - Halstabletten Läkerol börjar säljas  [3].

### Mars
- 3 mars – Konstnärsgruppen De Unga, med bland andra Isaac Grünewald, framträder i en uppmärksammad konstutställning [2]. Utställarna är 1909 års män, alla i 20-årsåldern och lärjungar till Matisse [6].
- 4 mars
  - Den förre krigsministern William Howard Taft efterträder Theodore Roosevelt som USA:s president.
  - James S. Sherman blir USA:s nye vicepresident.
- 14 mars – Det svenska Riksförbundet mot osedlighet i litteratur, press och bild konstitueras vid ett opinionsmöte i Stockholm [3] med målet att höja sedligheten inom alla samhällsklasser [6].
- 31 mars – Serbien accepterar österrikisk kontroll över Bosnien-Hercegovina.

### April
- 6 april – Den amerikanske polarforskaren Robert Peary leder en expedition och blir första människa som når Nordpolen [3].
- 9 mars – Första dubbeldäckarbussen sätts i trafik i London [3].
- 13 april – Den osmanske sultanen Abd ül-Hamid II avsätts efter att hans kontrarevolutionära försök misslyckats. En massaker på armenier i staden Adana är den utlösande faktorn som har fått osmanska regeringen att med överväldigande majoritet ta beslutet. Abd ül-Hamid efterträds av sin bror Mohammed Rechad Effendi som antar namnet Mehmet V.
- 18 april – Jeanne d'Arc blir saligförklarad.
- 26 april – 5th Conference of the International Woman Suffrage Alliance äger rum i London.
- 30 april – Den första Cortègen (en årligen återkommande karneval) går igenom Göteborg.

### Maj

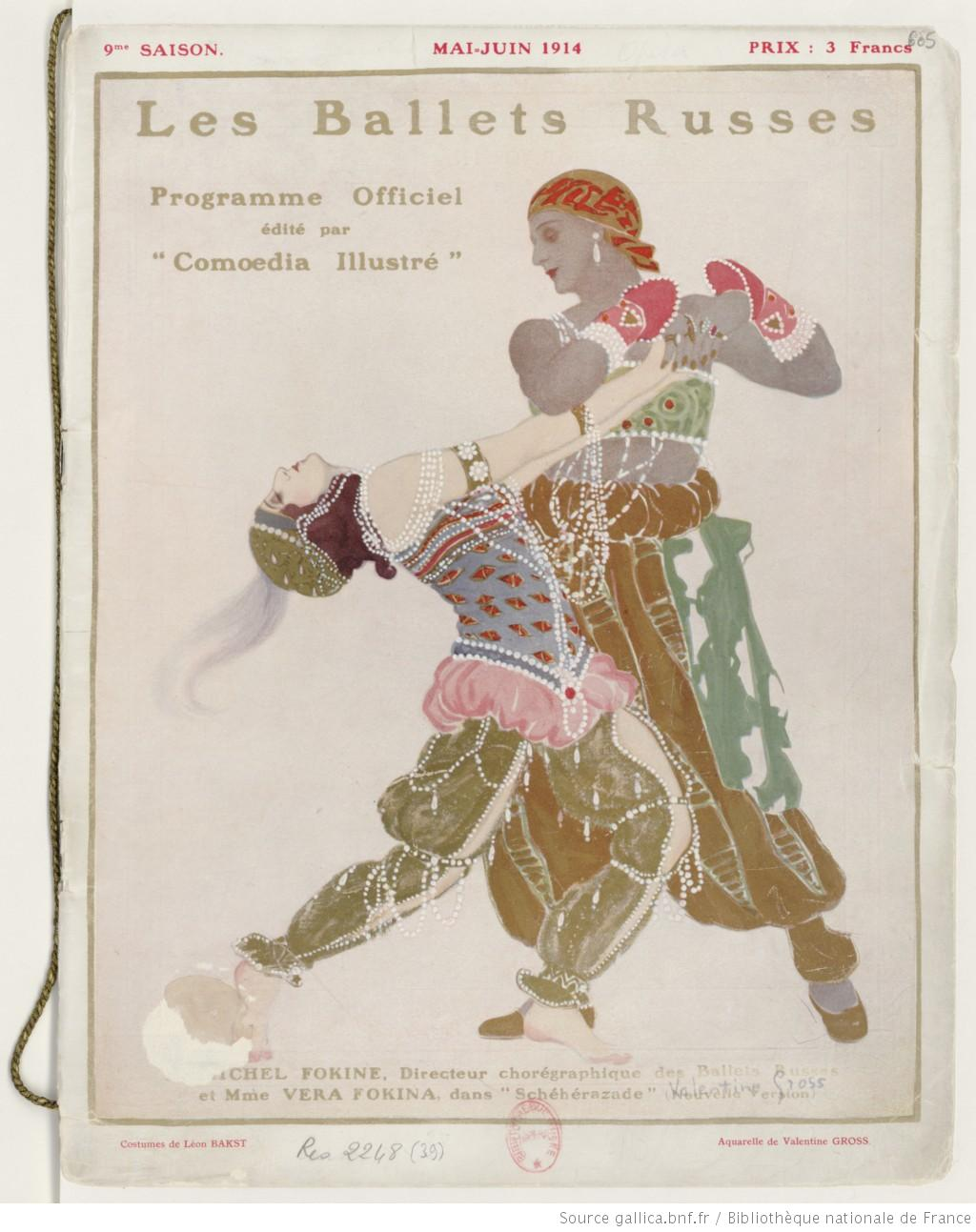
Ballets Russes

- 13 maj – Det första cykelloppet Giro d'Italia startar.
- 18 maj – Premiär för Ryska baletten i Paris med stjärnan Wacław Niżyński [3].
- 20 maj – Ungkyrkorörelsens s.k. studentkorståg under parollen "Sveriges folk – ett Guds folk" inleds med en gudstjänst i Uppsala domkyrka.
- 24 maj – Europas nio första nationalparker skapas i Sverige.
- 26 maj
  - Den svenska Regeringsrätten inrättas för att minska regeringens arbetsbelastning och för att uppnå ökad rättssäkerhet [6].
  - Pastor Nils Hannerz frikänns av Stockholms konsistorium från anklagelser för avvikelser från kyrkans sanna lära efter att ha förnekat djävulens existens [2] vilket markerade kulmen av den s.k. djävulsstriden.

### Juni
- 4 juni – En konstindustriutställning öppnas i Stockholm, med bland annat "Den vita sommarstaden" på Djurgården, ritad av Ferdinand Boberg [6].

- 10 juni – Brittiska fartyget Slavonia blir första att sända nya nödsignalen SOS, med tre korta, tre långa och tre korta morsesignaler  [3].
- 13 juni – I Sverige införs förbud mot att sälja tobaksvaror på gatan på söndagar [2].
- 27 juni – Ryske tsaren Nikolaus II besöker Stockholm, varvid svenske generalen Otto Beckman blir nedskjuten i Kungsträdgården av 22-årige svenske ungsocialisten Hjalmar Wång. Hjalmar Wång, som sedan tar sitt liv [3], tror det är en rysk officer.

### Juli
- 6 juli – Trafik med järnvägsfärjor Trelleborg–Sassnitz öppnas, så att man kan åka tåg direkt mellan Stockholm och Berlin [2]. Färjorna skall gå två turer i vardera riktning per dag.
- 8 juli – Den åttonde internationella tuberkuloskonferensen öppnas i Stockholm, arrangerad av Svenska nationalföreningen mot tuberkulos. 65 % av alla dödsfall bland ungdomar i Sverige mellan 15 och 20 år orsakas av TBC [6].
- 14 juli – SAF varslar 80 000 om lockout. LO svarar med varsel om allmän strejk [2].
- 19 juli – Hubert Latham gör sitt första försök att flyga över engelska kanalen, men han landar i vattnet 11 miles från Calais.
- 25 juli – Franske ingenjören och flygpionjären Louis Blériot blir, i ett egenkonstruerat monoflygplan med en motor på 25 hästkrafter, den förste som flyger över Engelska kanalen [3].
- 29 juli – På Gärdet i Stockholm genomför fransmannen Georges Legagneux (i hemlighet med endast några få invigda som vittnen) den första flygningen i Sverige.

### Augusti
- 2 augusti – Georges Legagneux genomför Sveriges första officiella flygning inför publik, med bland andra kung Gustaf V närvarande.

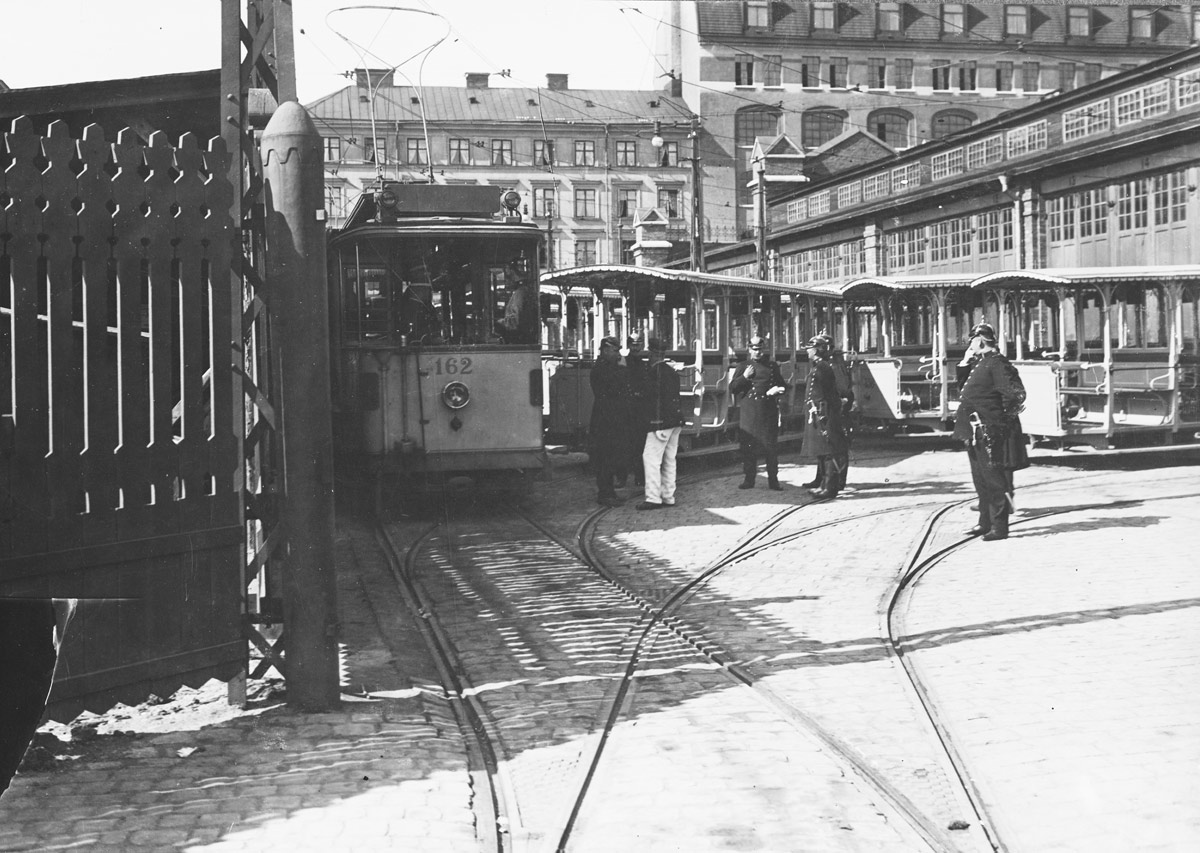
Storstrejken 1909 i Sverige.

- 4 augusti – Storstrejk utbryter i Sverige. LO:s landssekretariat uppmanar alla till lugn och besinning under striden [3]. 200 000 oorganiserade och 100 000 organiserade arbetare lägger som mest ner arbetet, men konflikten är ett nederlag för fackföreningsrörelsen [6]. Sverige är under månaden lamslaget innan en uppgörelse nås.

### September
- 4 september – Storstrejken i Sverige upphör efter uppgörelse [2]. Då strejkkassorna börjar sina beslutar LO om återgång till arbetet. Konflikten är ett nederlag för LO, som förlorar hälften av sina medlemmar (186 226 1907 mot 79 926 1911).
- 9 september – Halleys komet avbildas för första gången fotografiskt.
- 15 september – Emilia Fogelklou från Simrishamn blir Sveriges första kvinnliga teologie kandidat [2], 31 år gammal  [3].

### Oktober
- 1 oktober – Den första handelshögskolan i Stockholm öppnas [2].
- 9 oktober – Direktören John Hammar får vänstra tummen avsliten, när han öppnar ett paket, innehållande en brevbomb, konstruerad av ingenjören Martin Ekenberg.
- 11 oktober – Sveriges Industriförbund bildas [2].
- 15 oktober – Stadsprivilegier för Tidaholm utfärdas, att börja gälla från och med 1 januari 1910.[7]
- 23 oktober – Sverige tillerkänns Grisbådarna genom internationell skiljedom i tvisten med Norge, som får Sköttegrundet och ön Heia.
- 26 oktober – Generalpresident Hirobumi Ito mördas av en koreansk nationalist. Mordet tas som en intäkt för japansk annektering av Korea.

### November
- 8 november – En inofficiell svensk folkomröstning om allmänt rusdrycksförbud uttrycker kraftigt stöd för ett sådant [2]. Arrangör är Sveriges nykterhetssällskaps representantförening [6].
- 13 november – Järnbrukslockouten i Sverige upphävs av SAF. Därmed tar den sista resten av storstrejken slut. 26 000 personer står arbetslösa och emigrationen skjuter fart igen, främst till USA och ökar med 100 000 jämfört med föregående år [6].

### December
- December
  - Leo Baekeland utvecklar den första plasten, som han enligt sig själv döper till bakelit [3].
  - Första elektriska brödrosten börjar säljas i USA [3].
  - Edvard Munch målar tavlan Skriet [3].
- 10 december – Selma Lagerlöf från Sverige blir första kvinna att få Nobelpriset i litteratur [3], samt första svensk att få priset [6].
- 17 december – John D. Rockefellers bolag Standard Oil i USA döms för brott mot USA:s antitrustlagar [3].
- 22 december – I Sankt Petersburg mördas chefen för tsarens hemliga polis [3].
- 31 december – Under året har fyra dödsolyckor i motortrafiken inträffat i Sverige [8].

### Okänt datum
- Den svenska Vattenfallsstyrelsen bildas för att bygga ut vattenkraften.
- Sverige får sin första naturskyddslag [9] och sina första nio nationalparker: Abisko, Garphyttan, Hamra, Pieljekaise, Sarek, Stora Sjöfallet, Sånfjället, Ängsö och Gotska Sandön.
- Zeth "Zäta" Höglund besegrar Per Albin Hansson ordförandevalet i SSU.
- I Sverige införs kommunala mellanskolor, en kommunal form av realskola. Realexamen och flickskoleexamen får i Sverige detta år samma vikt, normalskolekompetens.
- En svensk lag om nattarbetsförbud för kvinnor införs.
- Regeringen avtalar med Svenska Telegrambyrån (SvT) att den får läsa alla utländska telegram, som bedöms som känsliga. SvT får ensamrätt på att sprida officiella meddelanden.
- Föreningen Svenska odlingens vänner bildas för att stärka den svensknationella känslan bland de svensktalande esterna.
- Svenska handelshögskolan i Helsingfors grundas.
- Kooperativa Förbundet (KF) startar sin första egna tillverkning, en margarinfabrik [10].
- I Linköping inrättas ett renhållningsverk.
- Den österrikiske biologen Karl Landsteiner upptäcker det moderna system för blodgruppering för vilket han senare erhåller nobelpriset i medicin.
- Kvinnoorganisationen Union française pour le suffrage des femmes bildas.
- Beslutet att skicka spanska trupper till Marocko orsakar kaos i Spanien. Protesterna grundar sig på myndigheternas beslut om inkallelser till värnplikt vilket resulterar i generalstrejker och upplopp. Undantagslagar införs och oppositionella arresteras. Francusici Ferrer, en välkänd opponent avrättas vilket utlöser protester från hela Europa. Spanska premiärministern Maura tvingas avgå och kungen ger Spanska Liberala Partiet i uppdrag att bilda ny regering.
- Stoftet av profeten Báb, som led martyrdöden i Persien den 9 juli 1850, begravs på sluttningen av berget Karmel, där Bahá'i-trons grundare Bahá'u'lláhs son 'Abdúl-Bahá börjat uppföra en gravhelgedom.
- Jose Santos Zelaya president i Nicaragua sedan 1893, försöker skapa en centralamerikansk union genom att aktivt intervenera i grannländernas affärer. Detta ogillas av USA som stöder oppositionen mot Zelaya. När några oppositionella avrättas, däribland två amerikaner, ingriper amerikansk militär och störtar Zelaya.
- Damer förbjuds röka på Berns salonger för att inte misstänkas vara demimonder.[2]
- Svenska sällskapet för rashygien bildas [11].
- Svenske löparen John Svanberg förklaras som icke-amatör då han sålt idrottspriser han vunnit [12].
- Johan Alfred Ekelund skriver psalmen Fädernas kyrka [13].
- Svenska Bio startar filminspelningar [14].
- En T-Ford kostar 5 400 SEK i Sverige [15].
- Franske presidenten besöker Sverige [16].
- Tyske kejsaren besöker Sverige [16]
- Kvinnoorganisationen Schweizerischer Verband für Frauenstimmrecht bildas.
- Rökopiumimport till USA förbjuds [17].

## Födda

### Första kvartalet

#### Januari
- 1 januari – Barry Goldwater, amerikansk politiker. (död 1998)
- 3 januari – Victor Borge, dansk komiker och musiker. (död 2000)
- 5 januari – Prinsessan Ileana av Rumänien. (död 1991)
- 12 januari – Barbro Alving, svensk journalist, känd under pseudonymerna Bang och Kärringen mot strömmen. (död 1987)
- 13 januari – Marinus van der Lubbe, nederländsk kommunist. (död 1934)
- 15 januari
  - Bjarne Andersen, norsk skådespelare, manusförfattare och regissör. (död 1982)
  - Gene Krupa, amerikansk jazztrumslagare. (död 1973)
- 16 januari – Clement Greenberg, amerikansk konstkritiker. (död 1994)
- 22 januari
  - Ann Sothern, amerikansk skådespelare. (död 2001)
  - U Thant, diplomat från Myanmar, FN:s tredje generalsekreterare. (död 1974)
- 24 januari – Ann Todd, brittisk skådespelare. (död 1993)

#### Februari
- 3 februari – Simone Weil, fransk filosof och mystiker. (död 1943)
- 6 februari – Per-Erik Lindorm, svensk journalist, manusförfattare och skriftställare. (död 1989)
- 7 februari – Hélder Câmara, brasiliansk romersk-katolsk ärkebiskop. (död 1999)
- 8 februari – Elsie Bodin, svensk sångare och skådespelare. (död 1998)
- 9 februari
  - Carmen Miranda, brasiliansk sångerska och skådespelare. (död 1955)
  - Dean Rusk, amerikansk politiker, utrikesminister 1961–1969. (död 1994)
- 11 februari – Max Baer, amerikansk tungviktsmästare i boxning. (död 1959)
- 16 februari
  - Dick McDonald – amerikansk affärsman, grundade den första McDonald'srestaurangen 1948. (död 1998)
  - Ernst Olsson, svensk lantbrukare och politiker (centerpartist). (död 1990)
- 25 februari
  - Tore Alespong, svensk arbetare och trumpetare. (död 1995)
  - Per Engdahl, svensk nationalistisk politiker. (död 1994)
- 26 februari – Ralph Berzsenyi, ungersk sportskytt. (död 1978)

#### Mars
- 1 mars – Lois Moran, amerikansk skådespelare. (död 1990)
- 10 mars – LeRoy Collins, amerikansk demokratisk politiker, guvernör i Florida 1955–1961. (död 1991)
- 16 mars – Erik Öhlin, svensk konstnär. (död 1977)
- 17 mars – Friedrich Buchardt, tysk SS-officer. (död 1982)
- 18 mars – Ernest Gallo, amerikansk företagsledare och vintillverkare. (död 2007)
- 24 mars – Clyde Chestnut Barrow, amerikansk bankrånare. (död 1934)
- 25 mars – Gunnar Sjöberg, svensk skådespelare. (död 1977)
- 28 mars – Miff Görling, svensk kompositör, arrangör och musiker. (död 1998)
- 30 mars – John A. Burns, amerikansk demokratisk politiker. (död 1975)

### Andra kvartalet

#### April
- 4 april – Antony Tudor, brittisk dansare och koreograf. (död 1987)
- 5 april – Albert R. Broccoli, amerikansk filmproducent. (död 1996)
- 11 april – Werner Braune, tysk SS-officer. (död 1951)
- 17 april
  - Alain Poher, fransk politiker, Frankrikes tillförordnade president 1969 och 1974. (död 1996)
  - Kid Severin, svensk journalist, författare och manusförfattare. (död 2000)
- 24 april – Hjördis Schymberg, svensk hovsångerska. (död 2008)
- 30 april
  - Juliana av Nederländerna. (död 2004)
  - René Deltgen, tysk skådespelare. (död 1979)

#### Maj
- 2 maj – Olle Björling, svensk konsertsångare (tenor). (död 1965)
- 3 maj – Willy Maria Lundberg, svensk journalist. (död 2004)
- 4 maj – Sven Paddock, svensk sångtextförfattare, kompositör och radioman. (död 1982)
- 8 maj – Lennart Bernadotte, greve av Visborg. (död 2004)
- 11 maj – Lyle Boren, amerikansk demokratisk politiker, kongressledamot 1937–1947. (död 1992)
- 15 maj
  - Cale Boggs, amerikansk republikansk politiker. (död 1993)
  - James Mason, amerikansk skådespelare. (död 1984)
  - Rolf von Nauckhoff, svensk-tysk skådespelare. (död 1968)
- 27 maj – Astrid Sampe, svensk textilkonstnär. (död 2002)
- 29 maj – Niss Oskar Jonsson, svensk företagare, grundare av JOFA. (död 2002)
- 30 maj – Benny Goodman, amerikansk orkesterledare och klarinettist. (död 1986)

#### Juni
- 2 juni – Rudolf Brandt, tysk SS-officer, dömd krigsförbrytare. (död 1948)
- 3 juni – Ernst vom Rath, tysk diplomat. (död 1938)
- 5 juni – Marion Crawford, skotska, barnflicka i Storbritanniens kungliga familj. (död 1988)
- 7 juni – Jessica Tandy, amerikansk skådespelare. (död 1994)
- 10 juni – Märta Dorff, svensk skådespelare. (död 1990)
- 11 juni – Kawdoor Sadananda Hegde, indisk jurist och politiker, talman i Lok Sabha 1977–1979. (död 1990)
- 13 juni – E.M.S. Nambodiripad, indisk kommunistisk politiker. (död 1998)
- 14 juni – Burl Ives, amerikansk sångare och skådespelare. (död 1995)
- 19 juni – Hans Zellweger, schweizisk-amerikansk barnläkare. (död 1990)
- 20 juni – Errol Flynn, australisk-amerikansk skådespelare. (död 1959)
- 25 juni – Marguerite Viby, dansk skådespelare. (död 2001)
- 28 juni
  - Christophe Soglo, president i Dahomey, nuvarande Benin. (död 1983)
  - Rafael Suvanto, finländsk astronom. (död 1940)

### Tredje kvartalet

#### Juli
- 1 juli – Madge Evans, amerikansk skådespelare och fotomodell. (död 1981)
- 2 juli – Ralph Herseth, amerikansk demokratisk politiker, guvernör i South Dakota 1959–1961. (död 1969)
- 3 juli – Earl Butz, amerikansk republikansk politiker, USA:s jordbruksminister 1971–1976. (död 2008)
- 5 juli – Andrej Gromyko, sovjetisk politiker, utrikesminister 1957–1985. (död 1989)
- 8 juli – Gunnar Heckscher, svensk professor i statsvetenskap, partiledare och ambassadör[2]. (död 1987)
- 9 juli – Sven Jonasson, svensk fotbollsspelare. (död 1984)
- 10 juli – Carl Henrik Nordlander, svensk riksbankschef 1976–1982. (död 2003)
- 12 juli – Bimal Roy, indisk skådespelare. (död 1966)
- 13 juli
  - Einar Andersson, svensk operasångare. (död 1989)
  - Birger Åsander, svensk skådespelare. (död 1984)
- 14 juli – Helen Schucman, amerikansk psykolog, grundare av "A Course In Miracles". (död 1981)
- 19 juli – Carl Gustaf von Rosen, svensk flygare[2]. (död 1977)
- 24 juli
  - Carl-Adam Nycop, svensk journalist och författare (Se) och Expressen[2]. (död 2006)
  - Herbert Schultze, tysk ubåtsbefälhavare. (död 1987)
- 30 juli – C. Northcote Parkinson, brittisk historiker och författare – Parkinsons lag. (död 1993)

#### Augusti
- 12 augusti – Franz Six, tysk SS-officer, dömd krigsförbrytare. (död 1975)
- 13 augusti – Tris Coffin, amerikansk skådespelare. (död 1990)
- 15 augusti – Åke Uppström, svensk skådespelare. (död 1994)
- 20 augusti – André Morell, brittisk skådespelare. (död 1978)
- 21 augusti – C. Douglas Dillon, amerikansk politiker och diplomat, USA:s finansminister 1961–1965. (död 2003)
- 26 augusti – Jim Davis, amerikansk skådespelare. (död 1981)

#### September
- 1 september – Aina Rosén, svensk skådespelare. (död 1994)
- 6 september
  - Oscar Ljung, svensk skådespelare och teaterregissör. (död 1999)
  - Armas Sastamoinen, svensk journalist. (död 1986)
- 7 september – Elia Kazan, amerikansk regissör. (död 2003)
- 9 september – Theodor Olsson, svensk kompositör och musiker (fiol). (död 1979)
- 12 september – Kurt Becher, tysk SS-officer. (död 1995)
- 13 september – Sam DeStefano, amerikansk gangster. (död 1973)
- 14 september – Lennart Geijer, svensk politiker och jurist. (död 1999)
- 18 september
  - Linda Larsson, svensk författare och manusförfattare. (död 1983)
  - Lindorm Liljefors, svensk konstnär. (död 1985)
  - Tage Thiel, svensk författare och översättare. (död 1990)
- 19 september
  - Ferry Porsche, österrikisk-tysk bilkonstruktör. (död 1998)
  - Carl Reinholdz, svensk skådespelare och sångare. (död 1973)
- 21 september
  - Berta Hall, svensk skådespelare. (död 1999)
  - Kwame Nkrumah, ghanansk politiker. (död 1972)
- 22 september – Per G. Holmgren, svensk regissör, manusförfattare, kompositör och sångtextförfattare. (död 1982)

### Fjärde kvartalet

#### Oktober
- 2 oktober – Alex Raymond, amerikansk serietecknare. (död 1956)
- 8 oktober – Piotr Jaroszewicz, polsk militär och politiker. (död 1992)
- 13 oktober – Art Tatum, amerikansk jazzpianist. (död 1956)
- 14 oktober – Bernd Rosemeyer, tysk racerförare. (död 1938)
- 21 oktober – Heinrich Bleichrodt, tysk ubåtsbefälhavare. (död 1977)
- 28 oktober – Francis Bacon, brittisk målare. (död 1992)

#### November
- 3 november – Ulla Castegren, svensk skådespelare och sångare. (död 1979)
- 5 november – Palle Brunius, svensk skådespelare. (död 1976)
- 13 november – Gunnar Björnstrand, svensk skådespelare. (död 1986)
- 16 november – Lauritz Falk, svensk skådespelare, regissör, sångare och konstnär. (död 1990)
- 18 november – Johnny Mercer, amerikansk textskrivare till populärmusik. (död 1976)
- 20 november
  - Alan Bible, amerikansk demokratisk politiker, senator 1954–1974. (död 1988)
  - Georg Løkkeberg, norsk skådespelare. (död 1986)

#### December
- 7 december – Enok Sarri, svensk-samisk väderspåman.[18] (död 2004)
- 9 december – Douglas Fairbanks Jr., amerikansk skådespelare. (död 2000)
- 11 december – Fred Andrew Seaton, amerikansk republikansk politiker. (död 1974)
- 18 december – Peter Höglund, svensk skådespelare. (död 1984)
- 21 december – George Wildman Ball, amerikansk diplomat, FN-ambassadör 1968. (död 1994)
- 22 december – Patricia Hayes, brittisk skådespelare. (död 1998)
- 25 december – Harald Molander, svensk regissör och filmproducent. (död 1994)

## Avlidna

### Första kvartalet

#### Januari
- 1 januari – Ivar Arosenius, 30, svensk konstnär [2].
- 10 januari – John Conness, 87, irländsk-amerikansk politiker och affärsman, senator 1863–1869.
- 14 januari – Arthur William à Beckett, 64, brittisk journalist och författare.
- 15 januari – Eva Bonnier, 51, svensk konstnär.
- 22 januari – Emil Erlenmeyer, 83, tysk kemist.

#### Februari
- 17 februari – Geronimo, 79, amerikansk indianhövding, apache.
- 21 februari – Hjalmar Palmstierna, 72, svensk friherre, officer, politiker och ämbetsman.

#### Mars
- 4 mars – Alexandre Louis Marie Charpentier, 52, fransk bildhuggare och medaljgravör.
- 17 mars – William Robert Taylor, 88, amerikansk demokratisk politiker, guvernör i Wisconsin 1874–1876.

### Andra kvartalet

#### April
- 10 april – Algernon Swinburne, 72, brittisk poet.
- 13 april – Henrik Tore Cedergren, 55, svensk telefontekniker och grundare av Stockholms Allmänna Telefon AB.
- 20 april
  - Abdul Karim, 46, indisk muslimsk betjänt hos drottning Viktoria av Storbritannien.
  - Edward Salomon, 80, tysk-amerikansk politiker, guvernör i Wisconsin 1862–1864.
- 21 april – David Turpie, 80, amerikansk demokratisk politiker, senator 1863 och 1887–1899.
- 28 april – Frederick Holbrook, 96, amerikansk republikansk politiker, guvernör i Vermont 1861–1863.

#### Maj
- 4 maj – Adèle Dumilâtre, fransk ballerina.
- 6 maj – Fanny Cerrito, 91, italiensk ballerina och koreograf.
- 15 maj – Kapten Hans Andersson, den siste överlevande av besättningen på John Ericssons Monitor i striden mot Merrimac 1862.
- 18 maj – Isaac Albéniz, 48, spansk tonsättare och pianist.
- 24 maj – Karl Henrik Karlsson, 53, svensk medeltidshistoriker.

#### Juni
- 24 juni – Aleksandr Polovtsov, 77, rysk politiker och historiker.

### Tredje kvartalet

#### Juli
- 9 juli – George Frederick Samuel Robinson, 81, brittisk statsman.
- 11 juli – Simon Newcomb, 74, amerikansk astronom och matematiker.

#### Augusti
- 10 augusti – Arvid Kempe, 54, svensk lektor och politiker (liberal).
- 18 augusti – Axel Otto Lindfors, 56, svensk läkare, universitetslärare och författare.

#### September
- 7 september – John Wigforss, 36, svensk författare, journalist och tidningsman.

### Fjärde kvartalet

#### Oktober
- 19 oktober – Cesare Lombroso, 73, italiensk läkare som lade grunden för kriminologin.
- 21 oktober – Martin N. Johnson, 59, amerikansk republikansk politiker, senator 1909.
- 26 oktober – Hirobumi Ito, 68, japansk statsman, generalpresident (mördad).

#### November
- 21 november – Peder Severin Krøyer, 58, dansk konstnär.

#### December
- 17 december – Leopold II, 74, Belgiens kung 1865–1909.
- 20 december – William A. Harris, 68, amerikansk politiker, senator 1897–1903.

## Nobelpris[19]
- Fysik
  - Guglielmo Marconi, Italien
  - Ferdinand Braun, Tyskland
- Kemi – Wilhelm Ostwald, Tyskland
- Medicin – Theodor Kocher, Schweiz
- Litteratur – Selma Lagerlöf, Sverige
- Fred
  - Auguste Beernaert, Belgien
  - Paul Henri d'Estournelles de Constant

### Fotnoter
1. ↑  ”The Magnetic South Pole”. Woods Hole Oceanographic Institution, Magnetics Group, Ocean Bottom Magnetology Laboratory. Arkiverad från originalet den 21 april 2016. https://web.archive.org/web/20160421112934/http://deeptow.whoi.edu/southpole.html. Läst 25 februari 2011.
2. 1 2 3 4 5 6 7 8 9 10 11 12 13 14 15 16 17 18  Hundra år i Sverige – 1909, Hans Dahlberg, Albert Bonniers, 1999
3. 1 2 3 4 5 6 7 8 9 10 11 12 13 14 15 16 17 18 19  20:e århundrades När Var Hur – 1909, Bernt Himmelstedt, Forum, 1999
4. ↑  ”USA:s militära insatser i utlandet”. Arkiverad från originalet den 12 oktober 2011. https://www.webcitation.org/62NCLaa95?url=http://www.history.navy.mil/library/online/forces.htm.
5. ↑  100 år med Aftonbladet – 1909, 1999
6. 1 2 3 4 5 6 7 8 9  Sverige 1900-talet – 1909, NE, Bra Böcker, 2000
7. ↑  ”Nordisk familjebok 1919 – Tidaholm (läst 3 april 2011)”. https://runeberg.org/nfch/0668.html.
8. ↑  75 år Sverige, Carl-Adam Nycop, Bokförlaget Bra böcker, 1976, sidan 65 – Omnibussen gör sin entré
9. ↑  Sverige 1900-talet – Den svenska naturkänslans historia, NE, Bra Böcker, 2000
10. ↑  Sverige 1900-talet – KF en folkrörelse med ideal, NE, Bra Böcker, 2000
11. ↑  Sverige 1900-talet – Oönskade i folkhemmet, NE, Bra Böcker, 2000
12. ↑  Sverige 1900-talet – Sportens moraliska universum, NE, Bra Böcker, 2000
13. ↑  Sverige 1900-talet – Fädernas kyrka – kärast bland samfund?, NE, Bra Böcker, 2000
14. ↑  Sverige 1900-talet – Med svenskheten i högsätet, NE, Bra Böcker, 2000
15. ↑  ”100 år med Aftonbladet”. http://wwwc.aftonbladet.se/special/1900/00/bil.html. – Sverige rullar in i 1900-talet, 1999
16. 1 2  75 år Sverige, Carl-Adam Nycop, Bokförlaget Bra böcker, 1976, sidan 28 – Statsbesöken 1909
17. ↑  ”Narkotika”. Arkiverad från originalet den 24 maj 2011. https://web.archive.org/web/20110524131828/http://members.fortunecity.com/simulatorsmusicsite/droger/narkotika.htm.
18. ↑  TT Kiruna: "Väderspåmannen Enok Sarri död". Svd.se, 29 november 2004. Läst 2012-09-09.
19. ↑  ”Nobelpriset”. https://www.nobelprize.org/prizes/lists/all-nobel-prizes/. Läst 10 april 2011.